# M-22
La carretera M-22 une la vía de servicio sur del Aeropuerto de Barajas con Coslada. Empieza desde la Avenida Sur del Aeropuerto de Barajas, no cuenta como la M-22, sino, forma parte de una vía de servicio de la A-2 y termina con la conexión en la Calle de la Rioja, en Coslada y la M-21. Cuenta una rotonda que no tiene acceso a ninguna parte por lo que había proyectado las dos conexiones con la Calle de Julio (hacia Oeste) y la Calle de Mario Roso de Luna (hacia Este) en el polígono industrial de Las Mercedes, en el barrio de Rejas (Madrid).
Sirve de acceso norte a esta población desde esta vía de servicio y desde la M-21, aunque no tiene enlace con la A-2. Es el principal acceso del Puerto Seco de Madrid y Centro de Transporte de Coslada.
Esta carretera M-22 forma parte de la M-12, cuya sociedad concesionaria Autopista Eje Aeropuerto Concesionaria Española S.A. de OHL ha sido quebrada en el año 2018, ahora esta en manos de la Sociedad Estatal de Infraestructuras del Transporte Terrestre (SEITT), organismo dependiente del Ministerio de Transportes, Movilidad y Agenda Urbana.

## Tramos
| Denominación | Tramo                                                                             | km  | Año servicio |
| ------------ | --------------------------------------------------------------------------------- | --- | ------------ |
| M-22         | Avenida Sur del Aeropuerto de Barajas (Madrid) - Calle de la Rioja (Coslada) M-21 | 1,5 | 2005         |

## Salidas
| Número de Salida          | Nombre de Salida                                                                               | Carretera que enlaza |
| ------------------------- | ---------------------------------------------------------------------------------------------- | -------------------- |
| Rotonda                   | Zona Industrial Aeropuerto - Barrio Aeropuerto - Aeropuerto - Madrid - San Fernando de Henares |                      |
| Rotonda                   | Sin uso actual                                                                                 |                      |
|                           | M-40 Todas direcciones - M-14 Aeropuerto                                                       | M-21                 |
| (Solo en dirección norte) | A-2 Zaragoza - San Fernando de Henares - M-50                                                  | M-21                 |